# Cerkiew św. Mikołaja w Krzeczowicach
Cerkiew św. Mikołaja (Kościół filialny św. Andrzeja Boboli) w Krzeczowicach – drewniana cerkiew greckokatolicka, znajdująca się w Krzeczowicach koło Przeworska.
Obiekt zbudowany został w 1770 jako kościół rzymskokatolicki. W XVIII w. podczas reform józefińskich przekształcony na cerkiew. 
Obiekt remontowano w 1817, 1828, 1910 i 1985 roku. W 1945 roku cerkiew przekształcono w kościół filialny pw. św. Andrzeja Bobli. Od 1988 kiedy wybudowano nowy kościół parafialny obiekt przestał pełnić funkcje kultowe. Obecnie służy jako dom pogrzebowy.
W latach 70. XX w. planowano przeniesienie kościoła do Skansenu Pastewnik w Przeworsku. Obiekt znajduje się na Szlaku Architektury Drewnianej

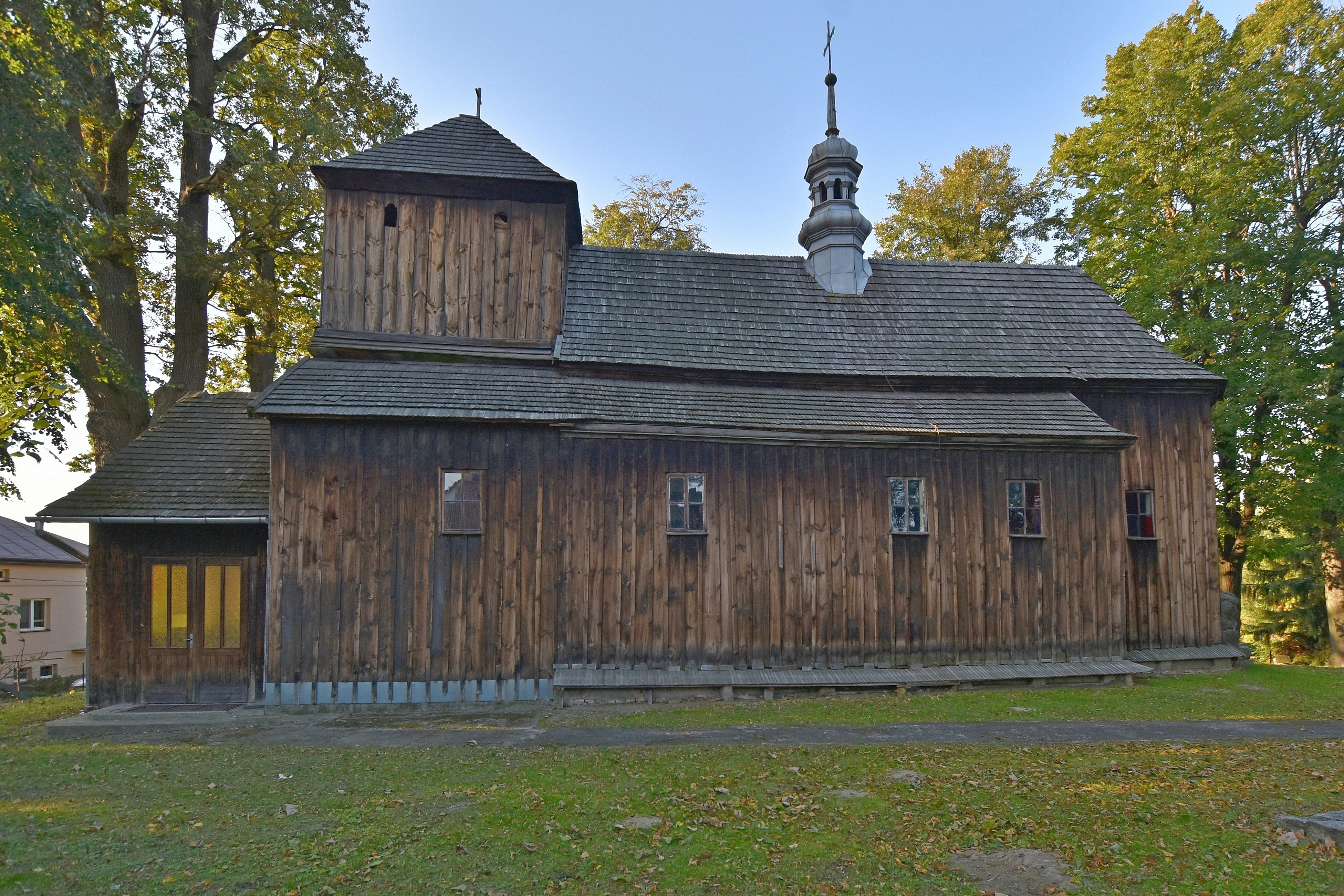
Elewacja boczna
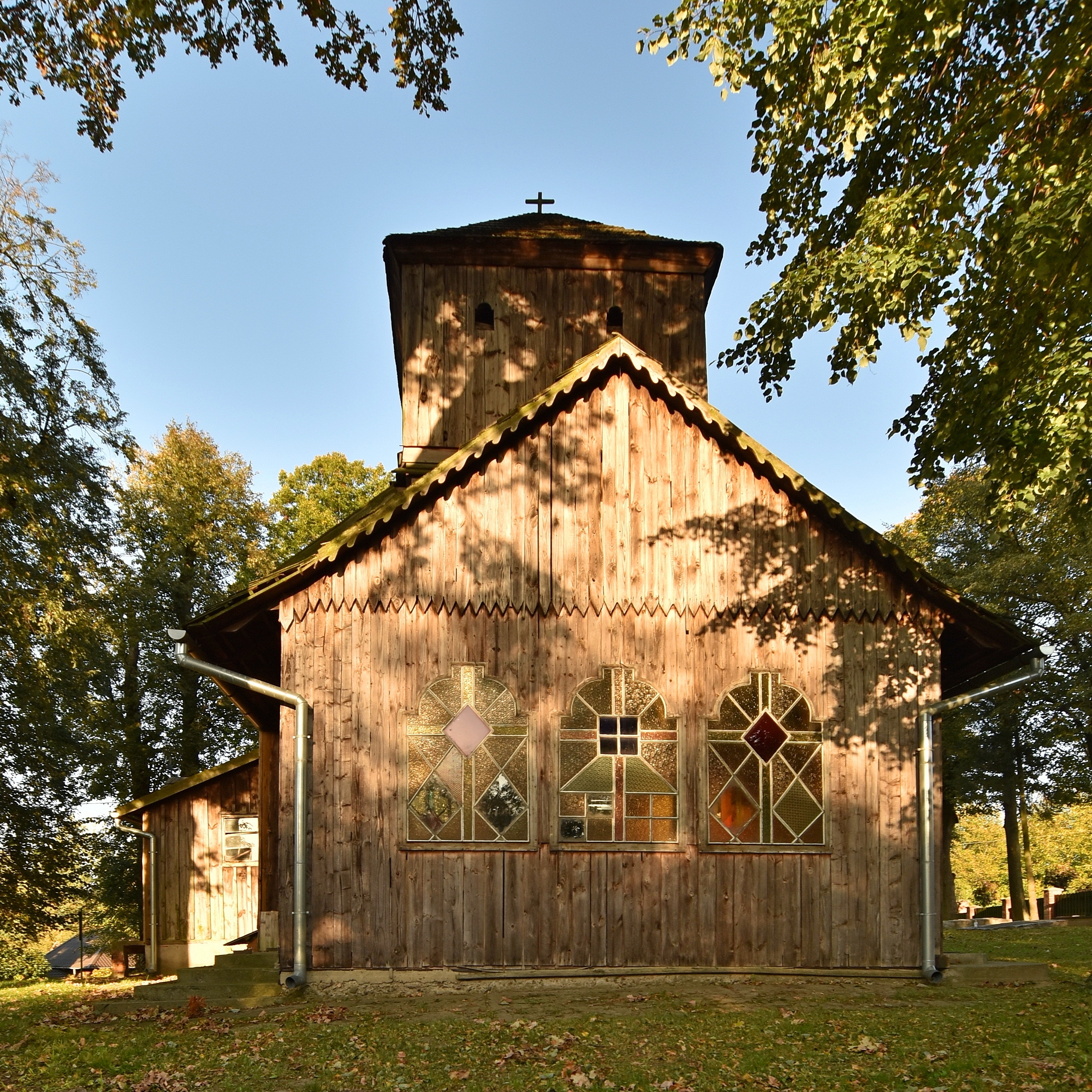
Elewacja frontowa
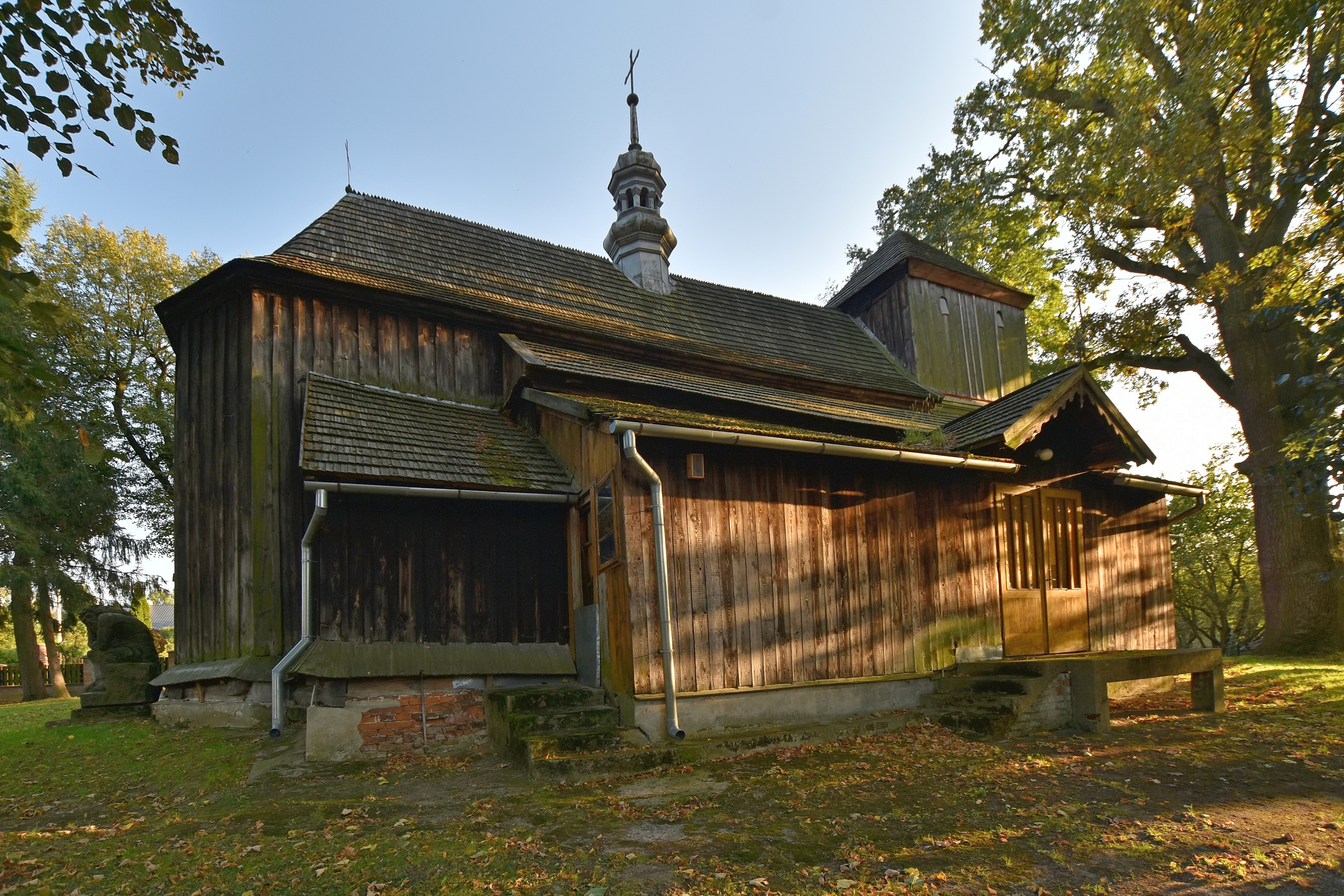
Widok od strony prezbiterium